# Parelaptus
Parelaptus is een kevergeslacht uit de familie van de boktorren (Cerambycidae). De wetenschappelijke naam van het geslacht werd voor het eerst geldig gepubliceerd in 1915 door Lameere.

## Soorten
Parelaptus omvat de volgende soorten:
- Parelaptus kuenckeli Lameere, 1915
- Parelaptus turlini Quentin & Villiers, 1974
- Parelaptus viossati Quentin & Villiers, 1974